# Ніно Борсарі
Ніно Борсарі (італ. Nino Borsari, 14 грудня 1911 — 31 березня 1996) — італійський велогонщик.
Олімпійський чемпіон 1932 року в командній гонці переслідування.